# Monjas de la Orden de San Agustín
Las Monjas de la Orden de San Agustín (en latín Moniales Ordinis Sancti Augustini) son una orden religiosa católica femenina monacal de derecho pontificio, formada por monasterios sui iuris, autónomos o confederados, pertenecientes a lo que antiguamente se llamaba Segunda Orden de San Agustín. A las religiosas de este instituto se les conoce como monjas agustinas y posponen a sus nombres las siglas O.S.A.

## Historia

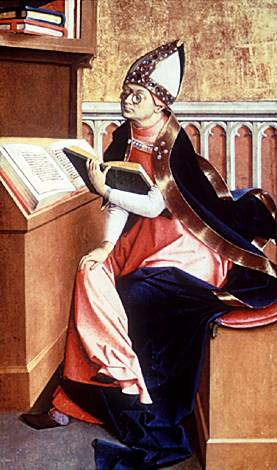
La vida de las Monjas de la Orden de San Agustín está fundamentada sobre la Regla escrita por Agustín de Hipona.

Al igual que todas las ramas antiguas de agustinos: Orden de San Agustín, Canónigos Regulares de San Agustín, eremitas agustinos, entre otros, las monjas agustinas hunden sus raíces en la obra de san Agustín de Hipona. 
Sin embargo, a partir del siglo XI, cuando los monasterios se fueron constituyendo en órdenes canonicales y luego del XII cuando formaron diversas órdenes religiosas, las monjas agustinas se fueron afiliando según el transcurrir del tiempo a una de estas ramas. De ese modo las primeras religiosas, de las que se tiene conocimiento, afiliadas directamente a la Orden de San Agustín, datan del siglo XIII,  se trata del monasterio de Oberndorf, en Württemberg, incorporado a la orden por el capítulo provincial de los agustinos alemanes, el 27 de mayo de 1264. A pesar de ello,  este dato no excluye la posibilidad de que ya existieran otros monasterios afiliados a la misma orden.
Durante los siglos XVI y XVII, con el nacimiento de diversas ramas u órdenes de la Orden, recoletos, descalzos, etc., se fueron formando igualmente monasterios de monjas agustinas que adoptaban una u otra rama de la orden, a saber las monjas agustinas recoletas, agustinas descalzas, etc.
En sus inicios, los monasterios afiliados, hacían directamente parte de la Orden, bajo el gobierno de prior general de la Orden, o de los priores provinciales. Sin embargo con el tiempo estos fueron perdiendo jurisdicción sobre ellos, preservando la autonomía de cada uno, y sujetos directamente a la autoridad del obispo local. De tal modo que a la segunda mitad del siglo XX, la Orden de San Agustín tenía sino solo 7 monasterios bajo su jurisdicción.
Con la invitación de la exhortación apostólica Sponsa Christi del papa Pío XII, del 21 de noviembre de 1950, gran parte de los monasterios autónomos comenzaron a federarse para una mayor colaboración entre ellos. Las Monjas de la Orden de San Agustín a 1974 tenían seis federaciones, una en Italia, cuatro en España y una en México.

## Organización
Las Monjas de la Orden de San Agustín son una orden religiosa católica, femenina, independiente de la rama masculina, formada por monasterios autónomos o federados, donde el gobierno de cada uno es ejercido por la priora, por lo tanto no existe, como en los institutos religiosos centralizados una priora general.
Las monjas agustinas se dedican a la vida contemplativa, bajo la Regla de San Agustín: según el criterio de autonomía, cada monasterio exige o no la clausura papal, episcopal u otras formas que les permitan vivir su vida de oración. Existen igualmente monasterios abiertos a actividades pastorales. El hábito se compone de túnica, velo y cinturón negros.
En 2015, la orden contaba con unas 815 monjas y 76 monasterios, presentes en Bolivia, Ecuador, España, Estados Unidos, Italia, Malta, México, Países Bajos, y Suiza.

## Agustinas ilustres

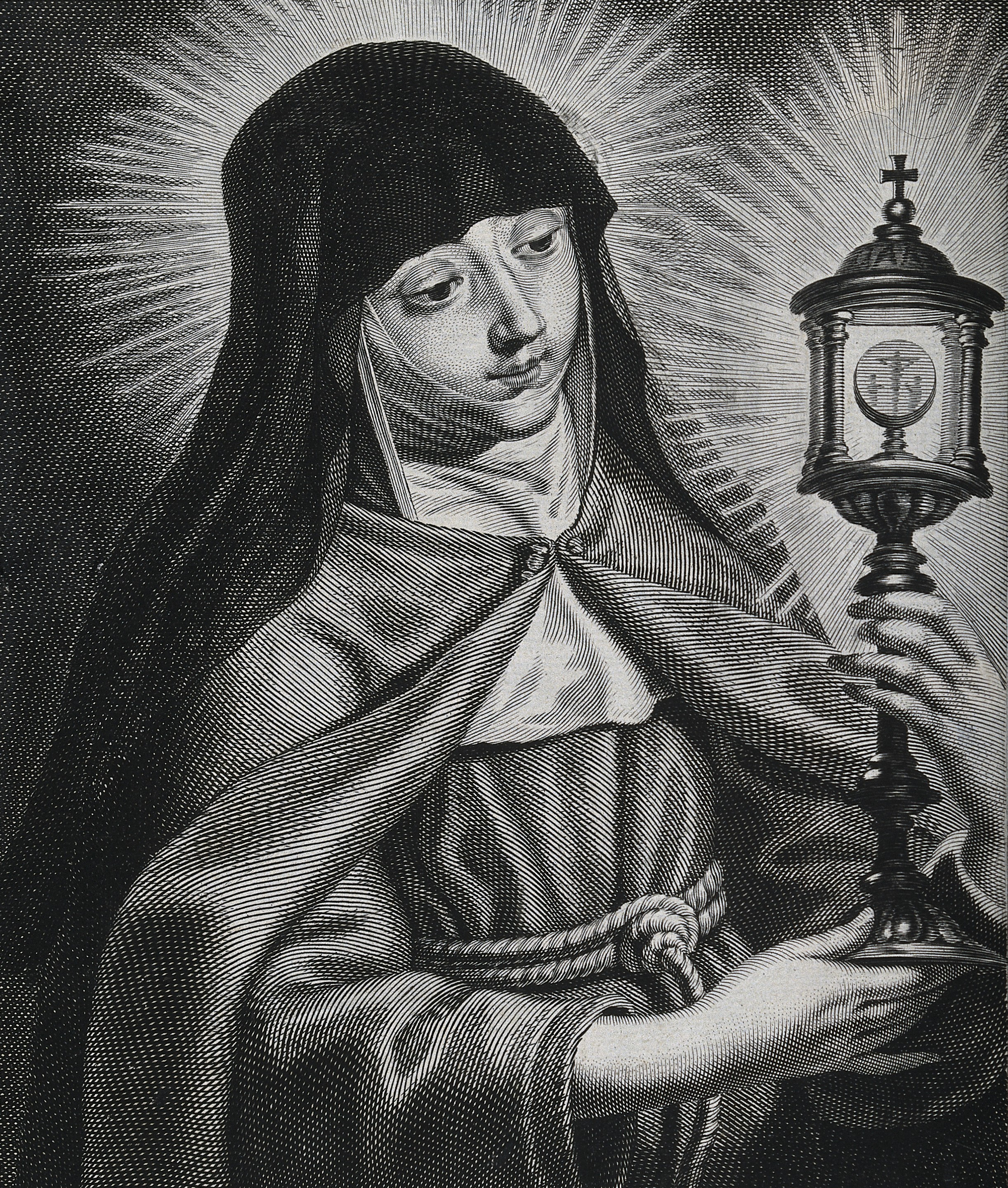
Clara de Montefalco (1268-1308), una de las santas más famosas de las Monjas de la Orden de San Agustín.

Entre las Monjas de la Orden de San Agustín se han destacado:
- Clara de Montefalco (1268-1308),  santa, monja italiana, del monasterio de la Santa Cruz en Umbría. El papa Clemente XII confirmó su culto inmemorial, declarándola beata, el 13 de abril de 1737. Fue canonizada por el papa León XIII, el 8 de diciembre de 1881.[8]
- Rita de Casia (c. 1370-c. 1457), santa, esposa y madre italiana, al enviudar ingresó al monasterio de las agustinas de Cascia, en Umbría. Fue beatificada por el papa Urbano VIII el 1 de octubre de 1627 y canonizada por León XIII el 24 de mayo de 1900.[9]
- Magdalena Albrici (1415-1465), beata, monja italiana del monasterio de Como, más tarde abadesa. Conocida especialmente por la gran cantidad de monasterios fundados por ella. Su culto inmemorial fue confirmado por el papa Pío X en 1907.[10]
- Cristina Ciccarelli (1480-1543), beata, monja italiana del monasterio de Santa Lucía en L'Aquila, abadesa en varias ocasiones del mismo. Su culto fue confirmado por el papa Gregorio XVI en 1841.[11]
- Ana Catalina Emmerick  (1774-1824), beata, monja alemana del convento agustino de Agnetemberg, Dülmen, mística y escritora. Sus visiones fueron descritas por Clemente Brentano, poeta y novelista del Romanticismo alemán. Fue beatificada por el papa Juan Pablo II el 3 de octubre de 2004.
- María Teresa Fasce (1881-1947), beata, monja italiana del monasterio de Cascia, abadesa del mismo en varias ocasiones. Fue beatificada por el papa Juan Pablo II, el 12 de octubre de 1997.[12]
- Sor Juana Guillén (1575-1607), venerable, monja española del monasterio de San Sebastián en Orihuela. Nunca ociosa, absorta en Dios, desprendida de la tierra, ardiente de amor al prójimo, espejo de toda virtud, modelo de regular observancia. El Señor le concedió el éxtasis, numerosas visiones y apariciones, entre ellas Jesucristo cargado con la cruz en la huerta del convento, la Santísima Virgen y San Juan Evangelista y los dones de profecía, lágrimas y la comprensión de las Sagradas Escrituras. Sus virtudes heroicas fueron reconocidas por el Papa Pablo VI en 1970.